# Ilmanowski
Ilmanowski – polski herb szlachecki z nobilitacji.

## Opis herbu
Na tarczy dwudzielnej w słup, w polu prawym, czerwonym – trzy złote kopie w gwiazdę (środkowa na opak); w lewym błękitnym – jeleń wspięty. 
Klejnot: między dwoma skrzydłami, przebitymi prawe strzałą w skos, lewe w skos lewy, pod trzema złotymi gwiazdami (2 nad 1) – róża srebrna. 
Labry z prawej strony błękitne, z lewej czerwone – podbite złotem.

## Najwcześniejsze wzmianki
Nadany Krzysztofowi Ilmanowskiemu 19 listopada 1581. Herb powstał przez dodanie do herbu rodowego godła herbu Jelita.

## Herbowni
Ilmanowski.